# الزهراوي
أَبُو القَاسِمِ خَلَفُ بْنُ عَبَّاسٍ الزَّهْرَاوِيُّ (المتوفي بعد سنة 400 هـ/1013 م) المعروف في العالم الغربي باسم «Abulcasis» طبيب عربي مسلم عاش في الأندلس. يعد أعظم الجراحين الذين ظهروا في العالم الإسلامي، ووصفه الكثيرون بأبي الجراحة الحديثة. أعظم مساهماته في الطب هو كتاب «التصريف لمن عجز عن التأليف»، الذي يعد موسوعة طبية من ثلاثين مقالة. كان لمساهماته الطبية سواء في التقنيات الطبية المستخدمة أو الأجهزة التي صنعها تأثيرها الكبير في الشرق والغرب، حتى أن بعض اختراعاته لا تزال مستخدمة إلى اليوم. ويعد الزهراوي أول طبيب يصف الحمل المنتبذ، كما أنه أول من اكتشف الطبيعة الوراثية لمرض الناعور (الهيموفيليا).

## سيرته
ولد الزهراوي في مدينة الزهراء، وترجع أصوله إلى الأنصار. عاش الزهراوي في قرطبة، حيث درس وعلّم ومارس الطب والجراحة. ولم يتم الإشارة لاسم الزهراوي إلا من خلال كتابات ابن حزم الذي عدّه من ضمن أعظم أطباء الأندلس. أما أول من كتب سيرته الذاتية فهو الحميدي في كتابه «جذوة المقتبس في ذكر علماء الأندلس»، الذي كتبه بعد 60 عامًا من وفاة الزهراوي حيث قال عنه أنه: «من أهل الفضل والدين والعلم».
وقال عنه ابن أبي أصيبعة: «كان طبيبًا فاضلاً خبيرًا بالأدوية المفردة والمركبة، جيد العلاج، وله تصانيف مشهورة في صناعة الطب، وأفضلها كتابه الكبير المعروف بالزهراوي، ولخلف بن عباس الزهراوي من الكتب كتاب التصريف لمن عجز عن التأليف، وهو أكبر تصانيفه وأشهرها، وهو كتاب تام في معناه.» ووصفه غوستاف لوبون بأنه: «أشهر جراحي العرب، ووصف عملية سحق الحصاة في المثانة على الخصوص، فعُدَّت من اختراعات العصر الحاضر على غيرِ حقٍّ».

## أعماله
تخصص الزهراوي في علاج الأمراض بالكيّ، كما اخترع العديد من أدوات الجراحة كالتي يفحص بها الإحليل الداخلي، والذي يدخل أو يخرج الأجسام الغريبة من وإلى الحلق والتي تفحص الأذن وغيرها، وهو أول من وصف الحمل المنتبذ عام 963 م. كما أنه أول من وضّح الأنواع المختلفة لأنابيب البذل، وأول من عالج الثؤلول باستخدام أنبوب حديدي ومادة كاوية، وهو أول من استخدم خطافات مزدوجة في العمليات الجراحية، وأول من توصل إلى طريقة ناجحة لوقف النزيف بربط الشرايين الكبيرة قبل باري بستمائة عام. وقد وصف الزهراوي الحقنة العادية والحقنة الشرجية وملاعق خاصة لخفض اللسان وفحص الفم، ومقصلة اللوزتين، والجفت وكلاليب خلع الأسنان، ومناشير العظام والمكاوي والمشارط على اختلاف أنواعها.

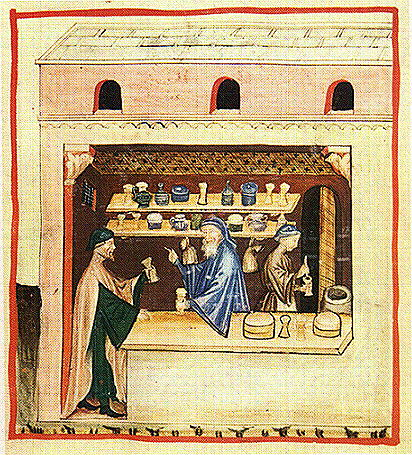
تصوير للزهراوي في كتاب «تَقْوِيمُ اَلصِّحَّةِ» للعلامة أبو أنيس المختار ابن بطلان.

الزهراوي أيضًا أول من وصف عملية القسطرة، وصاحب فكرتها والمبتكر لأدواتها، وهو الذي أجرى عمليات صعبة في شق القصبة الهوائية، وكان الأطباء قبله مثل ابن سينا والرازي، قد أحجموا عن إجرائها لخطورتها. وابتكر الزهراوي أيضًا آلة دقيقة جدًّا لمعالجة انسداد فتحة البول الخارجية عند الأطفال حديثي الولادة؛ لتسهيل مرور البول، كما نجح في إزالة الدم من تجويف الصدر، ومن الجروح الغائرة كلها عمومًا. والزهراوي هو أول من صنع خيطانًا لخياطة الجراح، واستخدمها في جراحة الأمعاء خاصة، وصنعها من أمعاء الماشية والقطط، وأول من مارس التخييط الداخلي بإبرتين وبخيط واحد مُثبَّت فيهما، وهو أول من استعمل الفحم في ترويق شراب العسل البسيط، وأول من استعمل قوالب خاصة لصنع الأقراص الدوائية.
وللزهراوي إضافات مهمة جدًّا في علم طب الأسنان وجراحة الفكَّيْنِ، وكتب في تشوهات الفم وسقف الحلق، وقد أفرد لهذا الاختصاص فصلاً خاصًّا به، شرح فيه كيفية قلع الأسنان بلطف، وأسباب كسور الفك أثناء القلع، وطرق استخراج جذور الأضراس، وطرق تنظيف الأسنان، وعلاج كسور الفكين، والأضراس النابتة في غير مكانها، وبرع في تقويم الأسنان. وفي التوليد والجراحة النسائية، وصف وضعية فالشر للولادة، إضافةً إلى وصف طرق التوليد وطرق تدبير الولادات العسيرة، وكيفية إخراج المشيمة الملتصقة، والحمل خارج الرحم، وطرق علاج الإجهاض، وابتكر آلة خاصة لاستخراج الجنين الميت، وهو أول من استعمل آلات خاصة لتوسيع عنق الرحم، وآلات لاستئصال أورام الأنف وهي كالسنارة، وآلات لاستخراج حصاة المثانة بالشق والتفتيت عن طريق المهبل، وأول من بحث في التهاب المفاصل والسل في فقرات الظهر، قبل برسيفال بوت بسبعمائة عام، وأشار إلى استخدام النساء في التمريض، وهو أول من استعمل القطن لإيقاف النزيف. كما صنع الزهراوي أول أشكال اللاصق الطبي الذي لا زال يستخدم في المستشفيات إلى الآن.

### كتاب التصريف

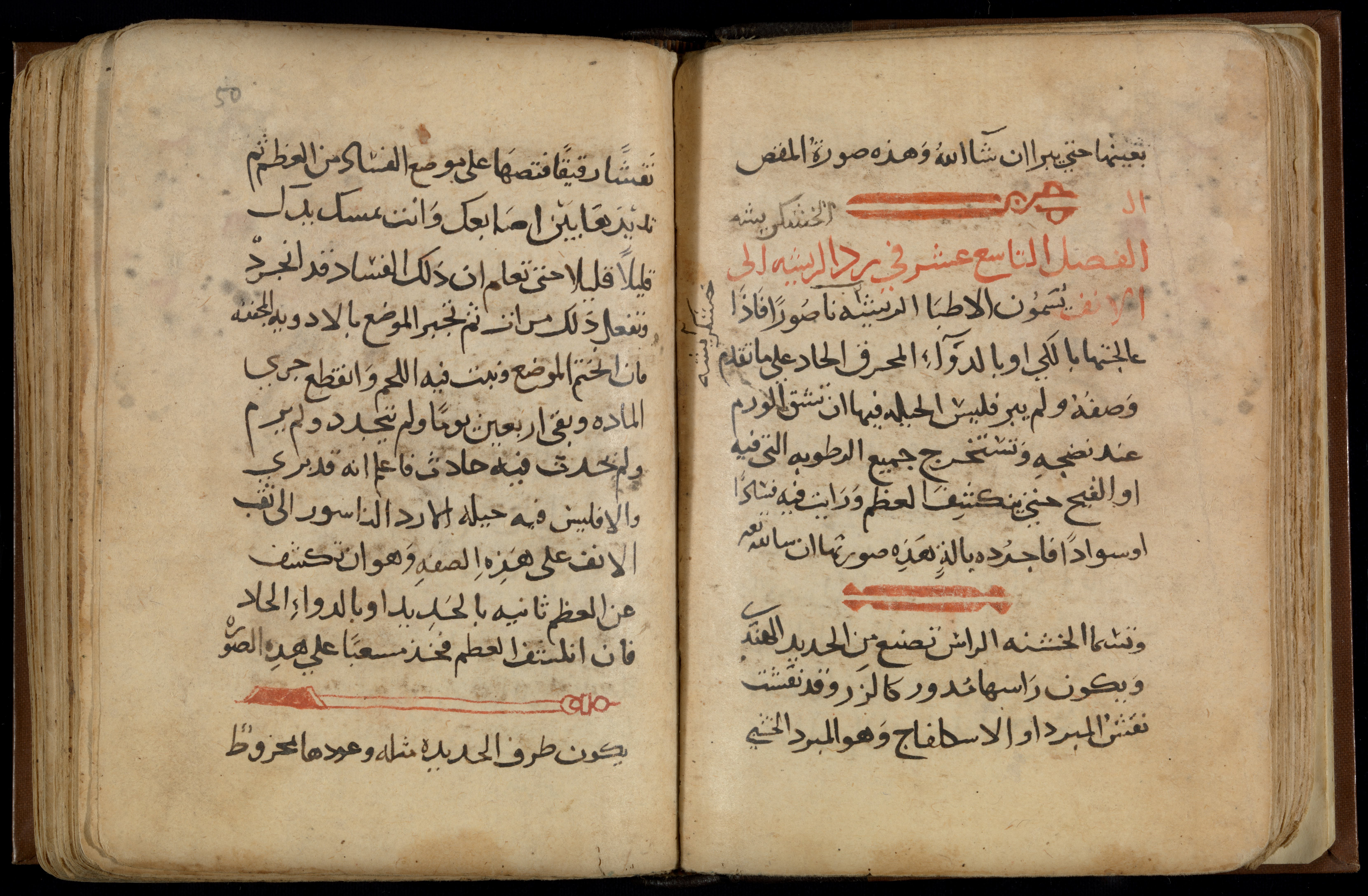
صفحة من كتاب «اَلتَّصْرِيف لَمِنْ عَجَزَ عَنْ اَلتَّأْلِيفِ».

أتم الزهراوي كتابه «التَّصْرِيف لِمَنْ عَجَزَ عَنْ التَّأْلِيفِ» سنة 1000 م، وهو من ثلاثين مقالةً من الممارسات الطبية والذي جمع فيه العلوم الطبية والصيدلانية في زمانه، والذي غطى نطاق واسع من الموضوعات الطبية منها طب الأسنان والولادة التي جمع معلوماته على مدى 50 عامًا من ممارسته للطب، واحتوي على وصف تشريحي وتصنيف لأعراض حوالي 325 مرض وعلاجاتها، والجوانب الطبية المتعلقة بالجراحة والجراحات التجبيرية والصيدلة وغيرها، إلا أن محتواه الأبرز كان في الجراحة. الذي قال عنه ابن حزم: «ولئن قلنا إنه لم يؤلف في الطب أجمع منه ولا أحسن للقول والعمل في الطبائع، لنصدقن»، والذي ترجمه جيراردو الكريموني إلى اللاتينية في القرن الثاني عشر، والذي ظل يستخدم لخمسة قرون في أوروبا العصور الوسطى، وكان المصدر الأساسي للمعرفة الطبية بأوروبا، واستخدمه الأطباء والجراحون كمرجع لهم، وظل الكتاب متداولاً ويعاد طبعه حتى النصف الثاني من القرن الثامن عشر.
حلَ كتاب الزهراوي في الجراحة محلَ كتابات القدماء، وظل المرجع في الجراحة حتى القرن السادس عشر، وقد اشتمل هذا الكتاب على صور توضيحية لآلات الجراحة؛ وقد ساعدت آلاته هذه على وضع حجر الأساس للجراحة في أوروبا. وصف الزهراوي في كتابه أدوات الجراحة التي صنعها ورسمها، وحدد طريقة استعمالها، وشرح ما يفسد الجراحات وما يتوقف عليه نجاحها. وقد وصف كتاب التصريف ما عُرف بعدئذ بطريقة كوخر لمعالجة خلع الكتف، ووضعية والشر للولادة. ووصف كذلك كيفية ربط الأوعية الدموية بخيوط من الحرير لإيقاف النزف منها قبل أمبرواز باريه، وهو أول كتاب يوثّق أدوات طب الأسنان، ويشرح الطبيعة الوراثية للناعور. ووصف الزهراوي كيفية استعمال الملاقط في الولادات الطبيعية، وصنع ملقط لاستخراج الجنين الميت من الرحم. كما وصف تقنية للاستئصال الجراحي للتثدي.
في كتاب التصريف، وصف الزهراوي أيضًا كيفية ربط الأوعية الدموية قبل حوالي 600 عام من وصف أمبرواز باريه لها عبر الكي، وهو أول كتاب يصف عدد من أجهزة طب الأسنان، وشرح الطبيعة الوراثية لمرض الناعور. كما وصف طريقة جراحية لكيّ الشريان الصدغي لعلاج الصداع النصفي أيضًا قبل باريه بستمائة عام. كما اخترع أكثر من 200 أداة جراحة. استخدم الزهراوي خيوط من أمعاء القطط في الجراحات الداخلية، حيث أنها المادة الطبيعية الوحيدة التي تتحلل ويتقبّلها الجسد البشري. اخترع الزهراوي أيضًا ملقطًا جراحيًا لاستخراج الأجنة الميتة، ووصفه في كتابه.

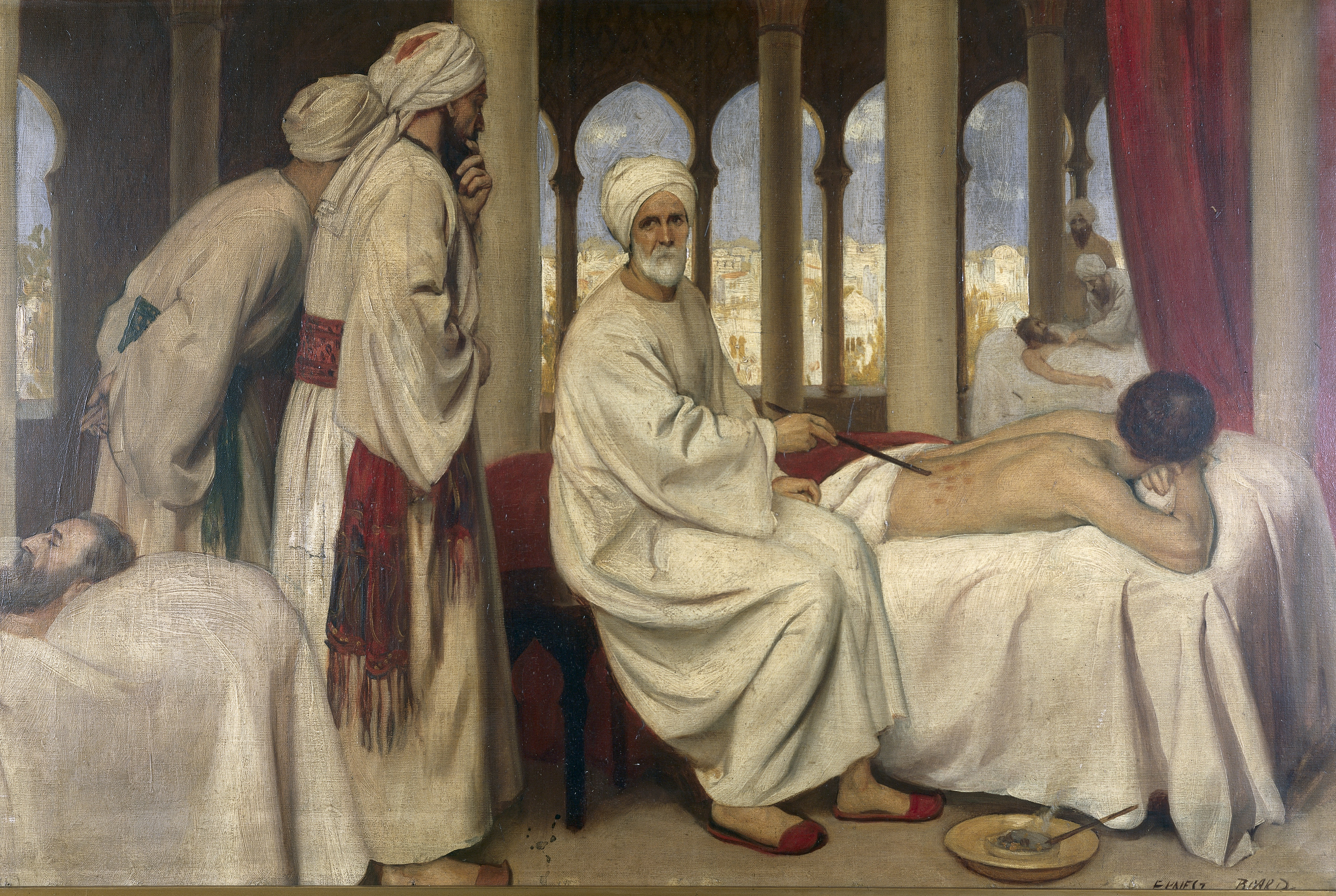
الزهراوي يعالج مريض في مستشفى قرطبة 1100م، بريشة الرسام الأنكليزي أرنست بورد.

في علم الصيدلة، كان الزهراوي رائدًا في تحضير الأدوية باستخدام تقنيات التسامي والتقطير. كان كتابه الذي ترجم إلى اللاتينية تحت اسم «Liber Servitoris» له أهمية خاصة، لأنه يمد القاريء بالوصفات والشرح لكيفية تحضير عينات من العقاقير المركبة. وقد قال عنه ابن أبي أصيبعة أنه كان خبيرًا بالأدوية المفردة والمركبة.
عارض الزهراوي في كتابه رأي القدماء في قولهم بأن الكي لا يصلح إلا في فصل الربيع، وقال بأنه صالح طوال العام. وعارض أيضًا رأيهم بأن الذهب الأفضل للكي، حيث قال بأنه يفضل استخدام الحديد كونه أنجح من الذهب في تلك الممارسة. وفي حديثه عن كي ذات الجنب، ذكر الزهراوي خطأ القدماء في الكي بالحديد المُحمّى حتى الاحمرار للوصول إلى الخراج وانتزاعه، قائلاً بأن ذلك خطير وقد يؤدي للوفاة أو أن الخراج قد يعود للظهور في نفس المكان.
وللزهراوي غير هذا الكتاب مؤلفات أخرى، مثل «مقالة في عمل اليد» و«مختصر المفردات وخواصها»، وقد قال الزركلي أنه اقتنى للزهراوي مخطوطة مغربية بخط أندلسي مرتبة على الحروف من الألف إلى الياء، بعنوان «كتاب فيه أسماء العقاقير باليونانية والسريانية والفارسية والعجمية، وتفسير الأكيال والأوزان، وبدل العقاقير وأعمارها، وتفسير الأسماء الجارية في كتب الطب».

## أثره

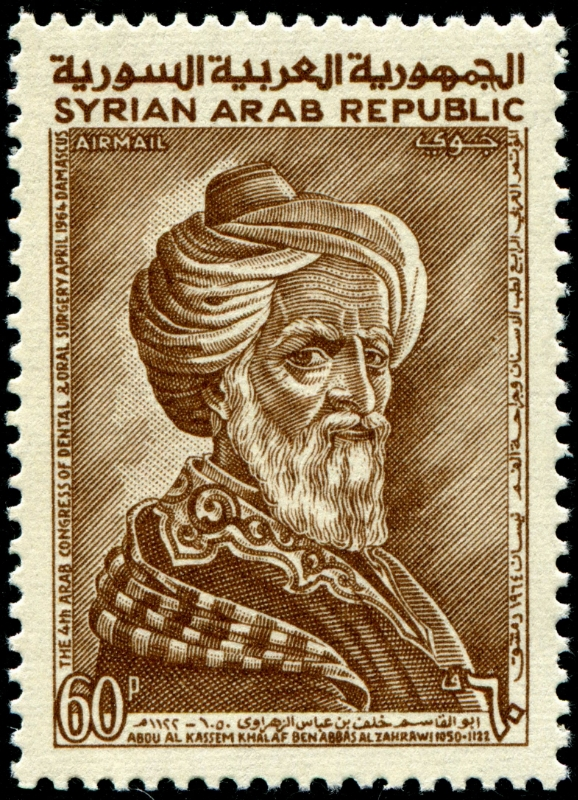
الزهراوي على طابع بريدي سوري صدر في سنة 1964م.

يعد الزهراوي أكبر المرجعيات الجراحية في العصور الوسطى. وصف دونالد كامبل مؤرخ الطب العربي تأثير الزهراوي على أوروبا: «ألغت طرق الزهراوي طرق جالينوس، وحافظت على مركز متميز في أوروبا لخمسمائة عام. ... كما ساعد على رفع مكانة الجراحة في أوروبا المسيحية، ...» وفي القرن الرابع عشر، استشهد الجراح الفرنسي غي دي شولياك بكتاب «التصريف لمن عجز عن التأليف» أكثر من 200 مرة. ووصف بيترو أرغالاتا (المتوفي عام 1453 م) الزهراوي بقوله «بلا شك هو رئيس كل الجراحين». وقد ظل تأثير الزهراوي حتى عصر النهضة، حيث استشهد الجراح الفرنسي جاك ديلشامب بكتابه التصريف. وقد كرمته إسبانيا بإطلاق اسمه على أحد شوارع قرطبة القريبة من جامع قرطبة.

## معلومات
1. ↑  استعمل الزهراوي في علاجه آلات جراحية مبتكرة مثل العقافة والمبرد والكلاليب ومنها ما تدل ملامح بعضها على أنها أسلاف بدائية للأدوات الحديثة المستخدمة الآن منها؛ مشرط بتر، مقص لا يصدأ للخيوط الجراحية، مشرط مفصل الركبة، مشرطان مطليان بالنيكل، مشرط ضيق صغير لشق الجروح، كلاب - ماسك - شرياني، مبعدة ذاتية - لإبقاء جانبي الجرح مفتوحين أثناء العملية الجراحية -.

## مَعرض

صفحات من كتاب «التصريف لمن عجز عن التأليف».
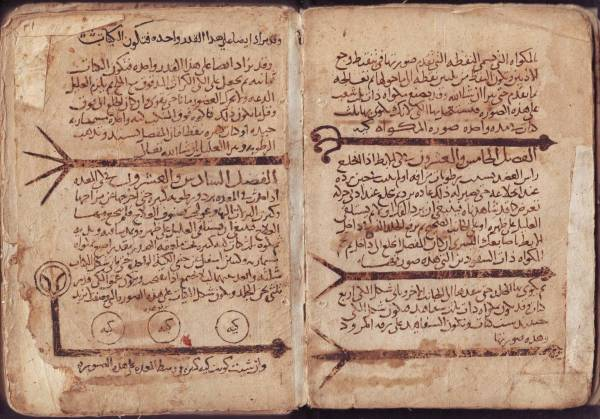
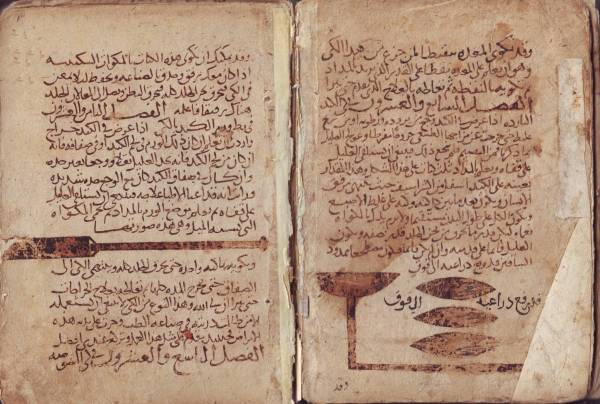
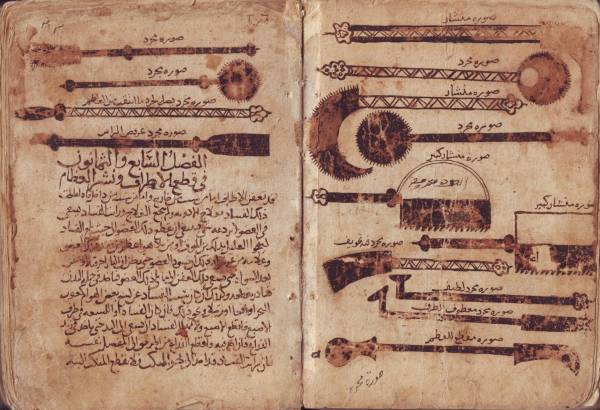

صفحات من النُسخة الاتينية لكتاب «التصريف لمن عجز عن التأليف».
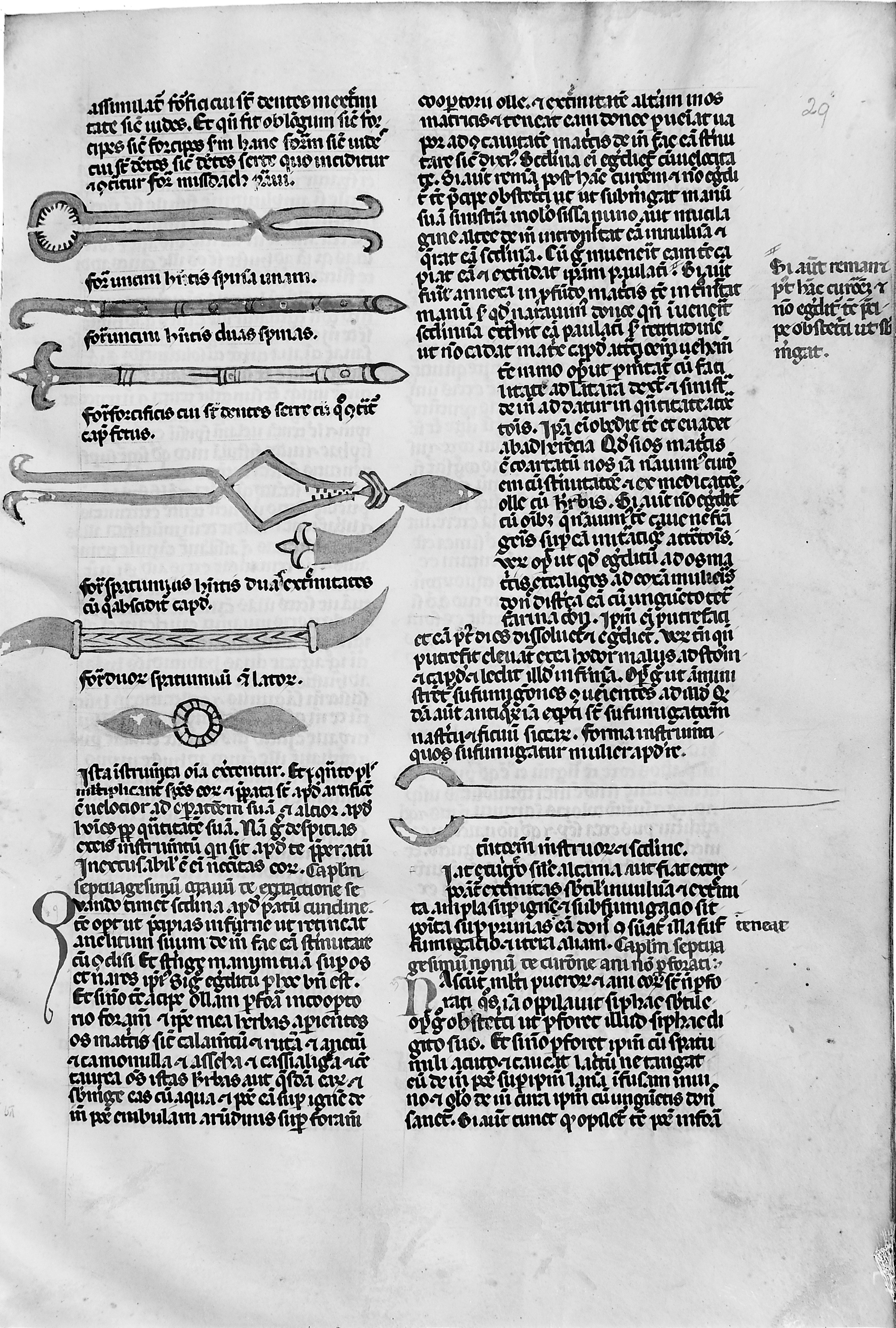
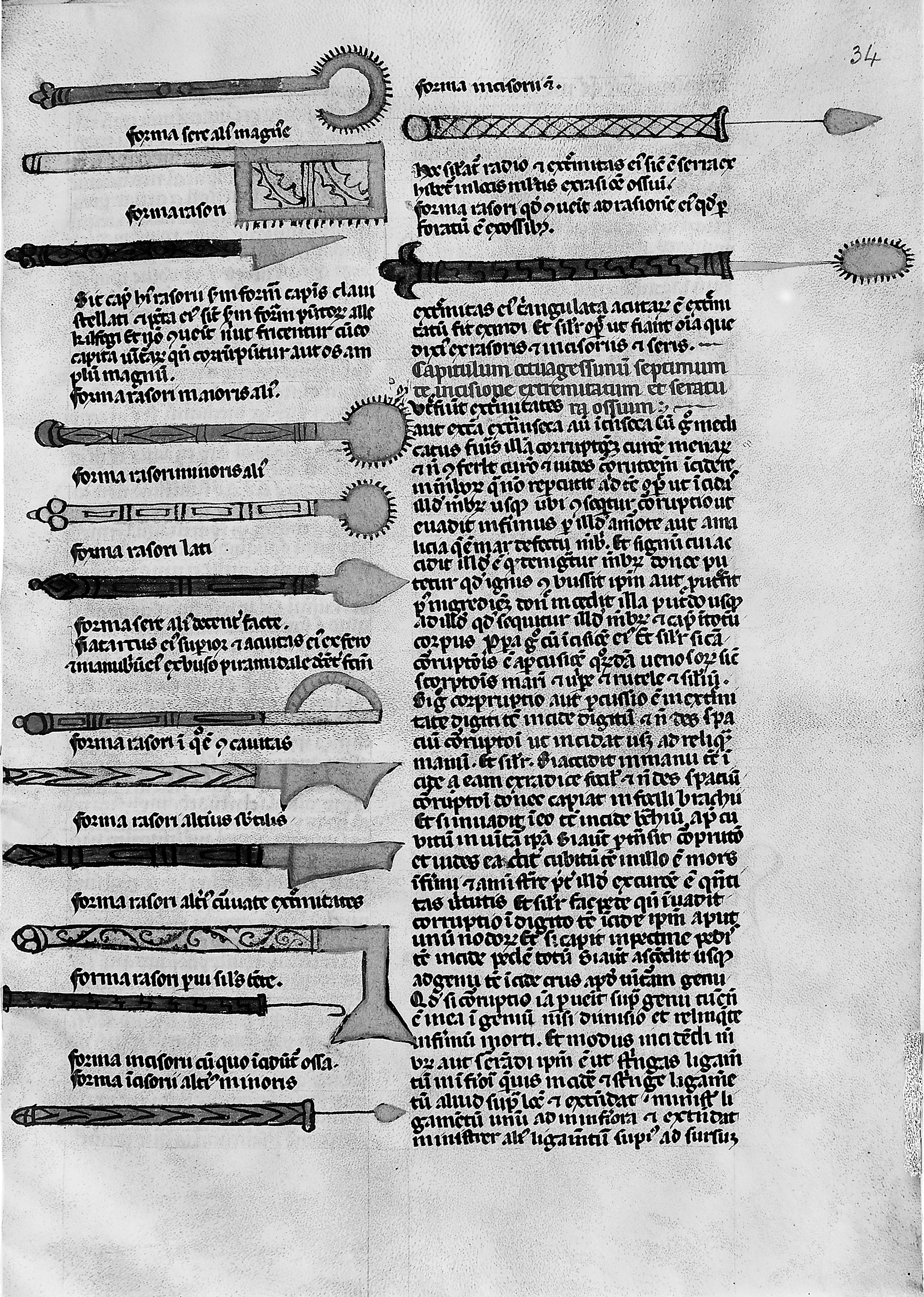
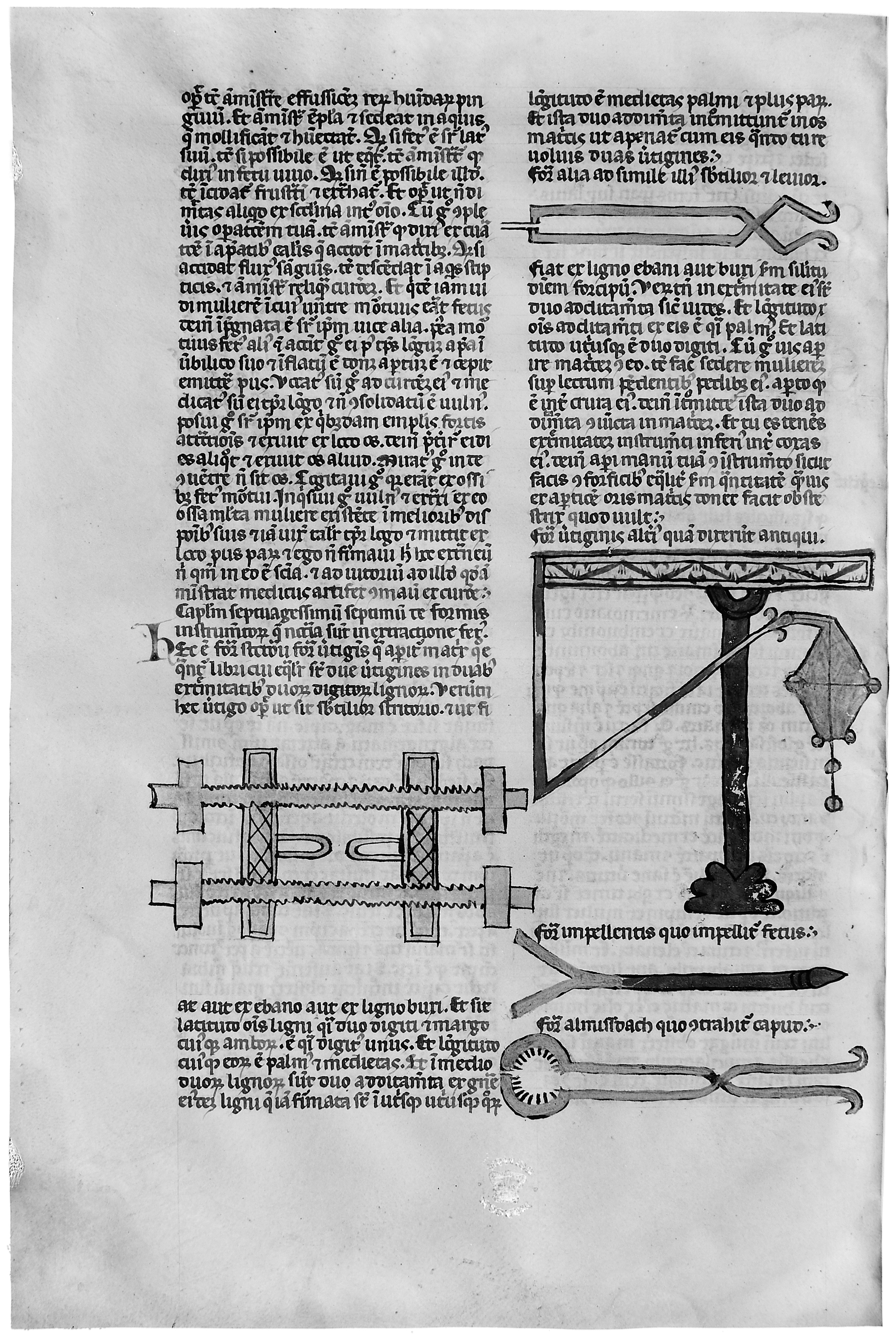
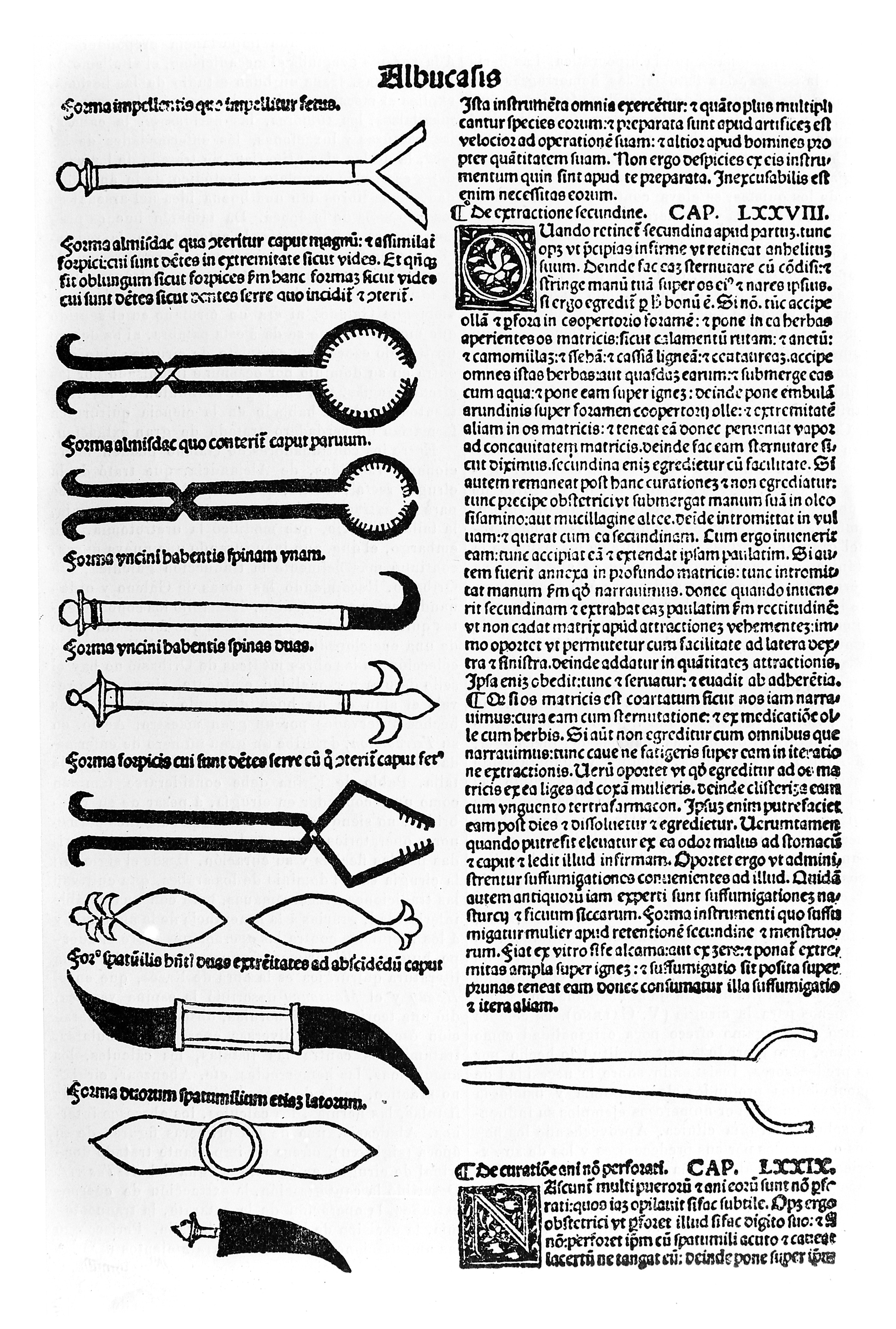
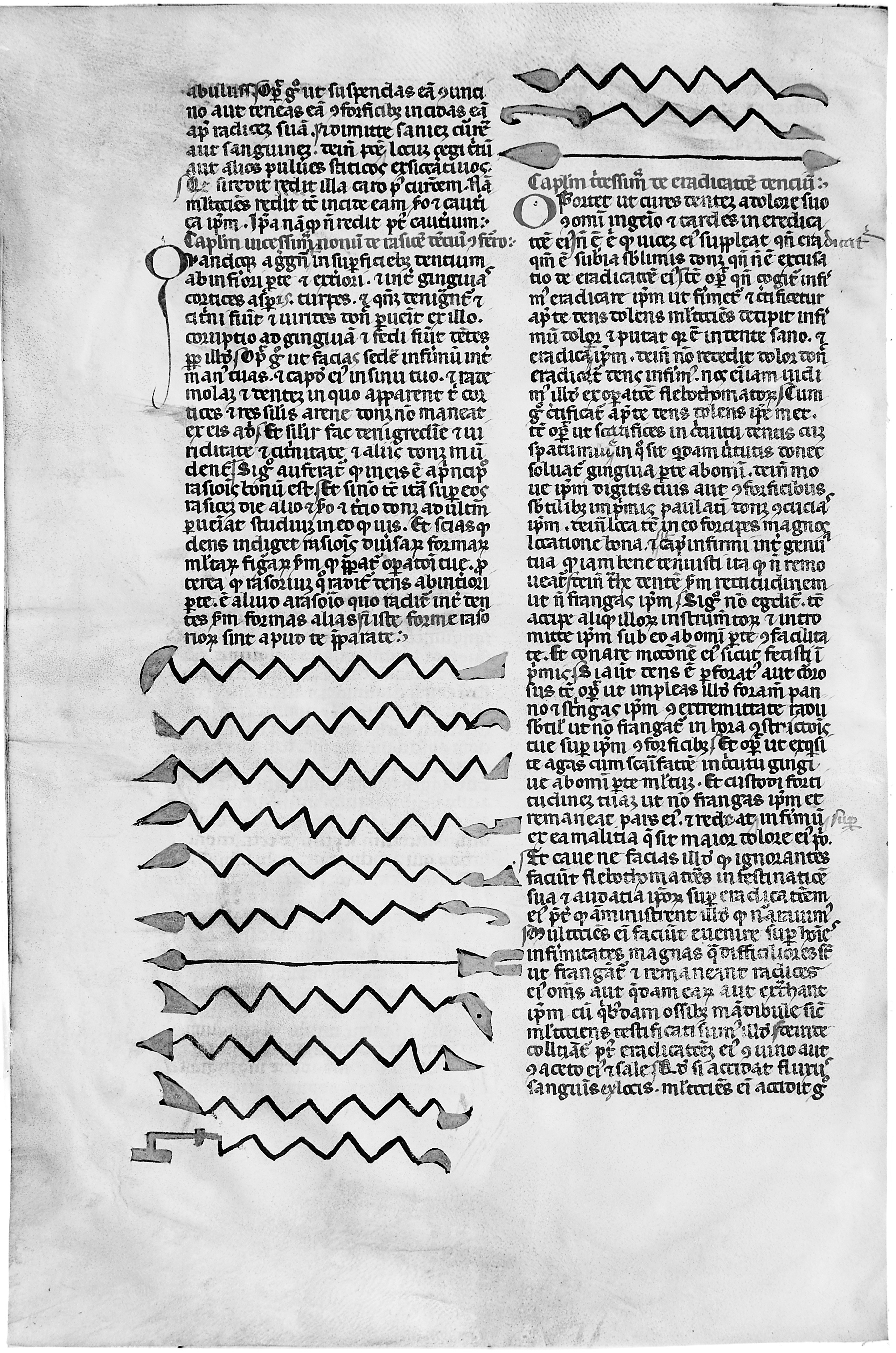
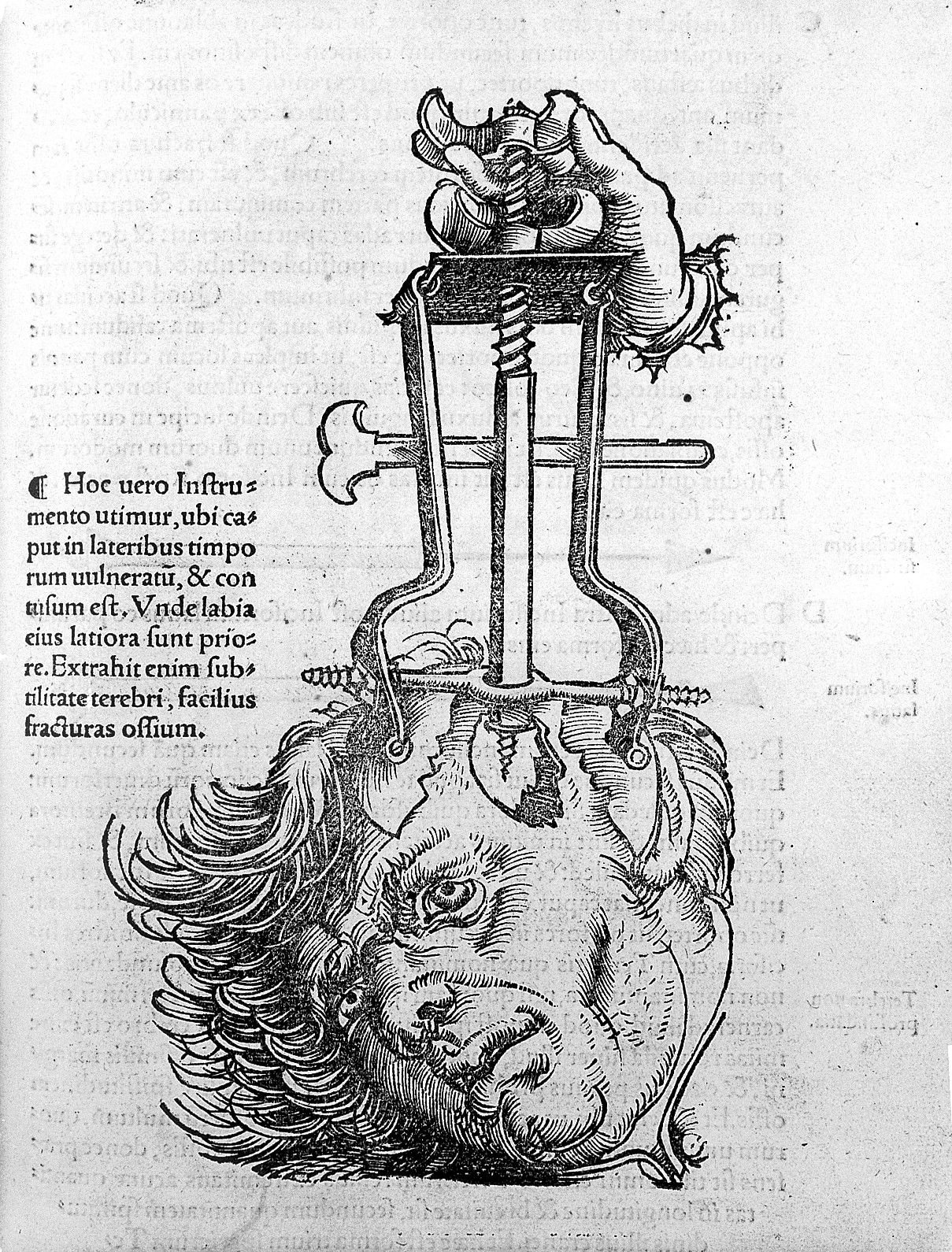
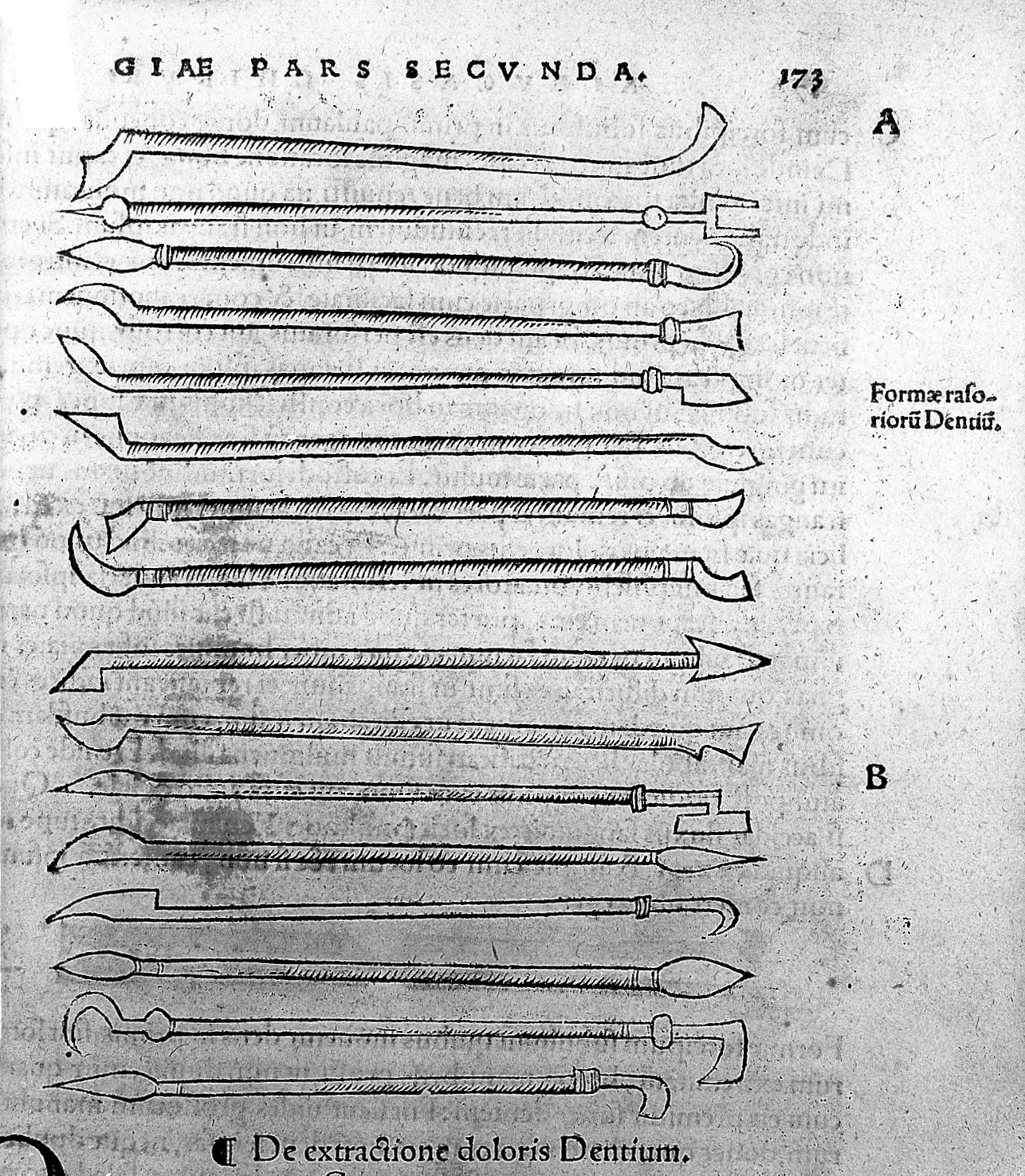
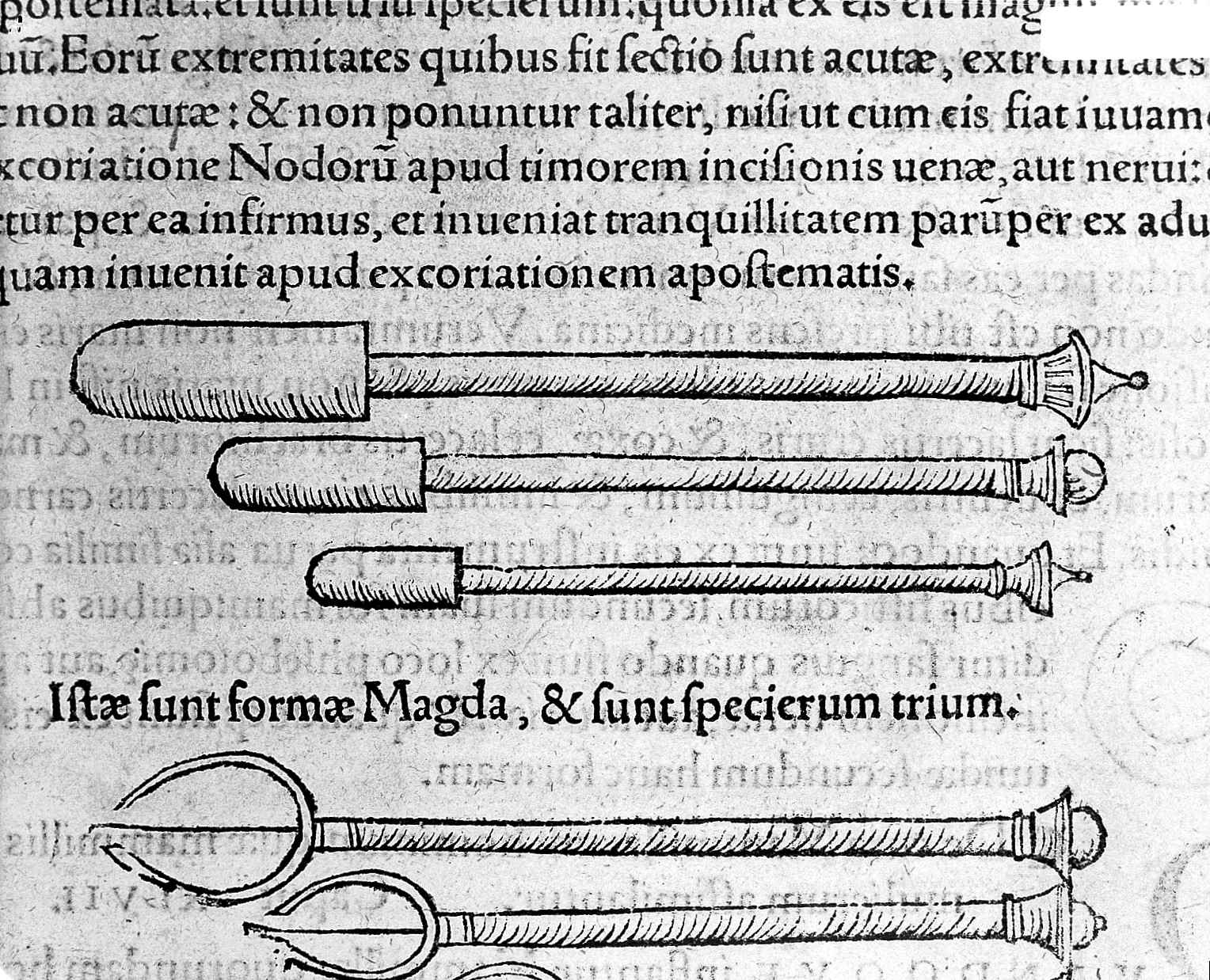
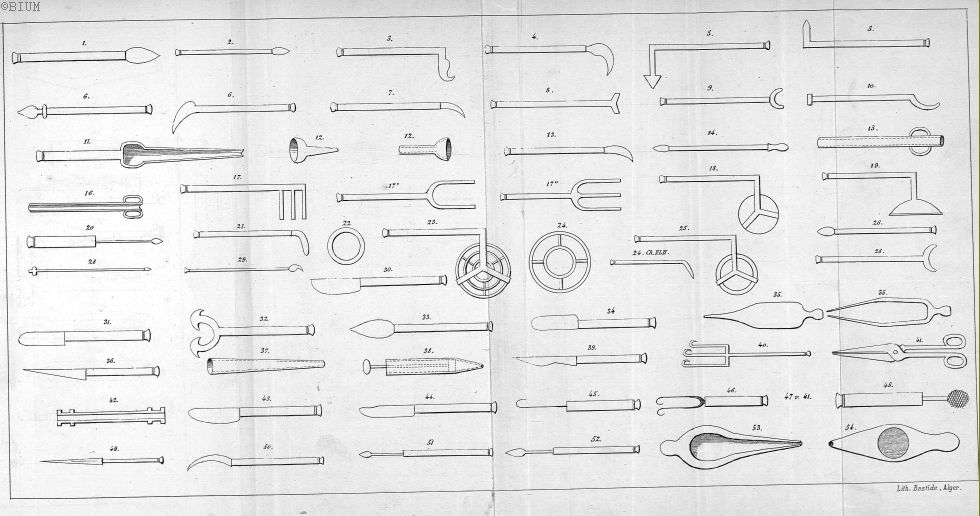

## وصلات خارجية
- أبو القاسم الزهراوي، الجراح العظيم
- بعضٌ من مخطوطات الزهراوي
- الزهراوي، من موقع علماء الأمة الإسلامية
- الزهراوي – أبو الجراحة المعاصرة
- الزهراوي - إسلام أون لاين
- موسوعة الملك عبد الله بن عبد العزيز العربية للمحتوى الصحي - أبو القاسم الزهراوي